# Funes

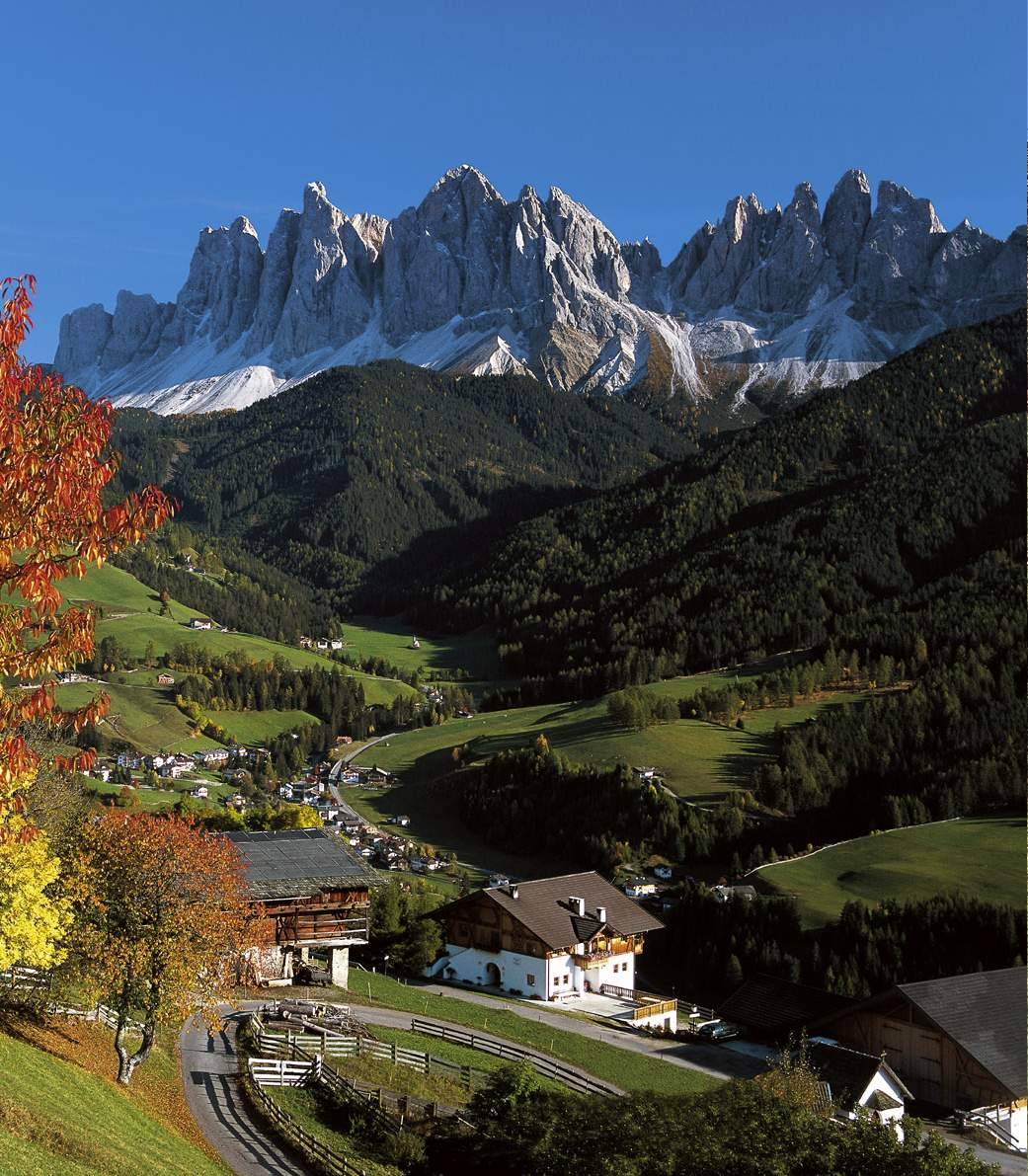
Villnöß/Funes

Villnöß (tiếng Ý: Funes) là một đô thị ở tỉnh Bolzano-Bozen trong vùng Trentino-Alto Adige/Südtirol của Ý, có vị trí cách khoảng 80 km về phía đông bắc của thành phố Trento và khoảng 30 km về phía đông bắc của thành phố Bolzano. Tại thời điểm ngày 31 tháng 12 năm 2004, đô thị này có dân số 2.433 người và diện tích là 81,2 km².
Đô thị Villnöß có các frazioni (các đơn vị cấp dưới, chủ yếu là các làng) Colle (Koll), San Giacomo (St. Jakob), Santa Maddalena (St. Magdalena), San Pietro (St. Peter), San Valentino (St. Valentin) and Tiso (Teis).
Villnöß giáp các đô thị: Brixen, Klausen, Lajen, Urtijëi, San Martin de Tor, Santa Cristina Gherdëina và Feldthurns.